# David Ribeiro
David Barbosa Ribeiro, nascido em 22 de agosto de 1995 em Genebra, é um ciclista português, membro da equipa LA Alumínios.

## Biografia
Nascido em Genebra na Suíça, David Ribeiro lança-se no ciclismo em 2008 nas fileiras do Centro Ciclista de Avidos.
Nas categorias de jovens, distingue-se na Volta a Portugal juniores, onde se adjudica o título de melhor escalador em 2012 bem como sobre a edição 2013, durante a qual se impõe uma etapa e termina sexto lugar à classificação geral. Vice-campeão de Portugal durante este mesmo ano, revela-se por outra parte ao nível internacional tomando o décimo lugar do campeonato da Europa em estrada. Com a selecção nacional portuguesa, classifique-se nono de uma etapa no Troféu Centre Morbihan, prova que conta para a Copa das Nações Juniors. É retido igualmente em equipa nacional para participar aos campeonatos do mundo em estrada, que se mantêm na Florença em Itália Sempre em sua categoria, se classifica 77.º da Ciclismo em estrada masculina de juniors nos campeonatos do mundo de ciclismo de 2013.
Em 2014, passa à categoria esperanças e apanhado pela formação portuguesa Liberty Seguros-Feira-KTM. Emergindo pouco a pouco ao nível nacional em 2015, termina sobretudo segundo da última etapa na Volta das Terras de Santa Maria da Feira, por trás de seu colega Zulmiro Magalhães, terceiro do Circuito de Curia oitavo de etapa na Volta a Portugal do Futuro ou ainda décimo do Grande Prêmio Abimota. Em 2016, termina nono na Volta a Portugal do Futuro.
Durante o ano de 2017, impõe-se na primeira etapa do Prémio Anadia Capital do Espumante ante o seu colega André Crispim, que se apodera pela mesma ocasião do primeiro maillot de lider Em torno de vários tops 10 nas carreiras nacionais, obtém entre demais a medalha de bronze ao Campeonato de Portugal em estrada esperanças.
Para a temporada de 2018, o corredor português compromete-se a favor do equipa continental portuguesa LA Alumínios, onde 90 % do efectivo se compõe de corredores de menos de 25 anos

## Palmarés em estrada
- 2011
  - 2.º do Campeonato de Portugal em estrada cadetes
- 2013
  - 3.º etapa da Volta a Portugal juniores
  - 2.º do Campeonato de Portugal em estrada juniores
  - 10.º do campeonato da Europa em estrada juniores
- 2017
  - 1.ª etapa do Prémio Anadia Capital do Espumante
  - 2.º do Campeonato de Portugal em estrada esperanças